# Palaeomolis infrapicta
Palaeomolis infrapicta là một loài bướm đêm thuộc phân họ Arctiinae, họ Erebidae.